# Литературная улица (Харьков)
Литературная улица (до 1953 года улица Красных писателей, в 1953—1958 годах улица Писателей , в 1958—2016 годах улица Гала́на ) — улица в Шевченковском районе. Длина — 560 метров. Начинается от проспекта Независимости и пересекается с улицей Данилевского. Заканчивается на пересечении с улицей Культуры. Застроена преимущественно многоэтажными домами.

## История
С момента возникновения в 1920-х годах называлась улицей Красных писателей, в 1953 году переименована в улицу Писателей, в 1958 году названа в честь одиозного писателя, журналиста , общественного и политического деятеля Ярослава Галана, занимавшего антиклерикальную и прокоммунистическую позицию. 2 февраля 2016 соответственно Закона Украины «Об осуждении коммунистического и национал-социалистического (нацистского) тоталитарных режимов в Украине и запрет пропаганды их символики» улице дано название Литературной. Выбор современного названия обусловлен тем, что неподалеку на улице Культуры в доме «Слово» (№ 9), построенном в конце 1920-х годов, проживали литераторы, деятели искусства и культуры нескольких поколений.